# Łukino (stacja kolejowa)
Łukino (ros. Лукино) – stacja kolejowa w miejscowości Łukino, w rejonie istrińskim, w obwodzie moskiewskim, w Rosji. Położona jest na Wielkim Pierścieniu Kolei Moskiewskiej.